# 기철
기철(奇轍, 1315년 이전 ~1356년)은 고려 후기의 문신, 정치인으로 친원파 권문세족의 일원이었다. 원나라 순제의 황후였던 기황후의 친정 오빠였다. 본관은 행주이며, 몽골식 이름은 바얀 부카(Bayan Buka, 伯顔 不花)이다.

## 생애
기철은 누이동생이 원 혜종의 황후가 되어 태자 아유르시리다르를 낳자, 기황후와 원을 중심으로 하여 친원파 세력을 결집하여 남의 토지를 빼앗는 등의 권세를 부렸고, 조일신, 권겸, 노책 등과 연합하여 권력을 잡고 국정을 농단했다. 원나라로부터 관직을 받았는데, 1340년에는 정동행성(征東行省) 참지정사(參知政事)를 거쳐 요양행성(遼陽行省) 평장정사(平章政事)에 임명된 뒤, 대사도(大司徒)에 이르렀다. 고려에서도 정승(政丞)에 임명된 뒤 덕성부원군(德城府院君)에 봉해졌다.
또한 그 아비인 기자오가 원나라로부터 영안왕(榮安王)에 책봉되었으므로, 원나라에서는 행주 기씨 일족을 고려에 사는 황실의 일원으로 보았으며, 기철은 영안왕의 후계자로서 왕작을 받은 이로 대우하였다. 원나라에서 치르는 공식행사에서 고려왕과 동급이거나 더 우대받았으므로, 원나라는 물론 고려에서의 위세가 매우 컸다.
1356년 고려에서 궁궐 연회에 참석했다가 공민왕의 명령으로 들어가자마자 권겸과 함께 체포되어 철퇴를 맞아 처형되었고, 아들 기유걸, 조카 욀제이부카(Öljei Buka,完者不花)도 모두 죽임을 당했다.

## 가계
- 고조부 : 기윤숙(奇允肅)
- 증조부 : 기홍영(奇洪穎)
- 조부 : 기관(奇琯)
- 부 : 기자오(奇子敖), 경장헌왕(敬莊獻王, 영안왕에서 경왕으로 추존되었고 시호 '장헌'을 하사받았다.)
- 모 : 영안왕대부인(榮安王大夫人) 이씨[1]
  - 형 : 기식(奇軾)[2]
  - 기철
    - 장남 : 기유걸(奇有傑, ?~1356)
    - 차남 : 기인걸(奇仁傑), 개성윤(開城尹)
    - 자부 : 경주 이씨[3]
      - 손자 : 기승민(奇承珉)
        - 증손 : 기석손(奇碩孫)

      - 손녀 : 기씨(奇氏)
      - 손서 : 박경(朴經)

    - 삼남 : 기세걸(奇世傑)
    - 사남 : 기새인첩목아(奇賽因帖木兒; 기샤인테무르), 평장(平章)
    - 계남 : 기새인불화(奇賽因不花; 기샤인부카 ?~1356)[4]
    - 딸 : 기씨(奇氏)
    - 사위 : 왕중귀(王重貴)

  - 동생 : 기원(奇轅), 한림학사(翰林學士), 덕양군(德陽君)
    - 조카 : 기욀제이부카(奇完者不花)

  - 동생 : 기주(奇輈)
  - 동생 : 기윤(奇輪)
  - 누이 : 기황후(奇皇后)
  - 족제 : 기삼만(奇三萬)

## 기철이 태어난 해에 대한 추정
```
이색의 아버지이며, 충목왕 사후 강릉대군(후일의 공민왕) 옹립을 주장한 당대의 석학, 대학자, 문인인 가정 이곡(1298-1351)의 글들이 수록된 가정집에는 다음과 같은 시가 전한다.
```

```
가정집 제16권 / 율시(律詩)
'기 재상(奇宰相)이 새로 정승에 임명되어 신정(新正)을 축하하러 황궁에 들어가는 것을 축하하다'
```

```
하늘이 구가의 풍도를 크게 떨치게 해 주려고(天敎大振舊家風)
강사의 나이에 시중의 임명을 받게 하였도다(强仕之年拜侍中)
물어보세 지금 누가 이와 같을 수 있는지(借問如今誰得似)
황조의 척원으로 저궁을 접견하는 이분과(皇朝戚畹接儲宮)
```

```
새벽바람 속에 의장(儀仗)이 동서로 늘어서고(玉仗東西立曉風)
만국의 의관이 모두 모여 궁정에 도열하리라(衣冠萬國在庭中)
오늘 황궁에 조회하러 떠나는 그대 부러워라(羨君此日朝元去)
나도 조관(朝官)의 명단에 올라 양궁에 숙직했었느니(通籍吾曾直兩宮)
```

```
강사(强仕)의 나이 : 40세를 말한다. 《예기》〈곡례 상(曲禮上)〉에 “나이 사십을 강이라고 하니, 이때에 벼슬길에 나선다.〔四十曰强而仕〕”라는 말이 나온다.
```

```
황조(皇朝)의 척원으로 저궁을 접견하는 이분 : 기철(奇轍)을 지칭한다. 그의 누이동생이 원나라 순제(順帝)의 제2 황후가 되어, 황태자 아이유시리다라〔愛猶識理達臘〕를 낳았다. 척원(戚畹)은 척리(戚里)와 같은 말로, 황제의 인척을 / 저궁(儲宮)은 동궁(東宮)과 같은 말로, 태자를 의미한다. 기철이 외삼촌의 신분으로 황태자를 만난다는 말이다.
```

```
고려사, 고려사절요의 기록에 의하면  충혜왕 복위 후 원나라에서는 기황후의 오빠 기철을 정동행성 참지정사(征東行省 參知政事)로 임명하고, 본국 고려에서는 기철을 정승에 임명하고 덕성부원군(德城府院君)에 봉하였다. 
그리고 기철은 1340년(충혜왕 후 원년) 3월에 권적(한명회의 증조부 한수의 장인 / 권람의 증조부 권희와 사촌간)과 함께 원나라에 가서 순제 황제(기황후의 남편)의 생일을 축하하였다.
```

```
위 시는 늦어도 1351년(이곡의 졸년), 빠르면 1340년경(기황후가 원 순제의 제2황후가 된 이후 시점)에 지어진 것으로 추정된다. 따라서 ‘강사(强仕)’를 딱 40세라고 볼 경우, 기철은 1301년 경-1312년 경 사이에 태어난 것으로 짐작된다. 이렇게 본다면 기철은 45세-56세 전후 무렵의 나이에 세상을 떠난 셈이다.
```

```
이 무렵 시기에 태어난 주요 인물들로는 백문보(1303년 생), 염제신과 윤환(1304년 생), 정운경(1306년 생 ; 정도전의 아버지), 이공수와 이인복(1308년 생 ; 이공수는 기철의 고종사촌형제 / 이인복은 이인임의 형), 성여완(성석린의 아버지)과 홍언박(1309년 생 ; 공민왕의 외사촌형), 김득배(1312년 생 ; 연경에서 공민왕을 수종함 / 정몽주의 좌주), 충혜왕(1315년 생), 최영(1316년 생), 기황후(기철의 막내여동생으로 1318년 경 무렵 출생으로 추정됨) 등이 있다.
정부에서 편찬한 관찬사서의 내용에, 시의 내용을 통해 보완할 수 있는 한 사례이다. 이곡의 아들 이색의 목은집에도, 관찬사서의 내용을 보완할 수 있는 여러 자료들이 있다.
```

## 기철이 등장하는 작품
- 《개국》 (KBS, 1983년, 배우:김윤형)
- 《신돈》(MBC, 2005년~2006년, 배우:이대연)
- 《신의》(SBS, 2012년, 배우:유오성)

## 같이 보기
- 기홍수
- 권겸
- 노책
- 조일신
- 기황후
- 이인임
- 신돈
- 공민왕